# Euselasia hypocala
Euselasia hypocala är en fjärilsart som beskrevs av Rebillard 1958. Euselasia hypocala ingår i släktet Euselasia och familjen Riodinidae. Inga underarter finns listade i Catalogue of Life.